# Supercoppa italiana 2004 (pallacanestro maschile)
La Supercoppa italiana 2004 fu la 10ª supercoppa italiana di pallacanestro maschile.
Fu vinta, per la prima volta, da Mens Sana Siena contro Pall. Treviso.
Si tenne in una gara unica al Palasport Mens Sana di Siena il 25 settembre 2004.
Le squadre erano i campioni d'Italia in carica della Montepaschi Siena, e della Benetton Treviso detentrice della Coppa Italia.
Per la prima volta nella propria storia la Mens Sana Siena si aggiudica il trofeo, con il risultato finale di 85-77.
Il titolo di MVP dell'incontro è stato assegnato al senese David Vanterpool.

## Tabellino
| Arbitri: | Colucci Facchini (Lugo) Paternicò (Piazza Armerina) |

|               |            |                      |
| Vanterpool 18 | Punti      | 17 Goree, Šiškauskas |
| Vanterpool 6  | Assist     | 5 Morlende           |
| Thornton 7    | Rimbalzi   | 8 Goree              |
| Recalcati     | Allenatori | Messina              |